# Сражение при Эзра-Чёрч
Сражение при Эзра-Чёрч (англ. Battle of Ezra Church) — одно из сражений Атлантской кампании американской гражданской войны, которое произошло 28 июля 1864 года к востоку от Атланты. Федеральная Теннессийская армия, впервые находящаяся под командованием Оливера Ховарда, двигалась на юг, к Мейконской железной дороге. Генерал Стивен Ли должен был остановить продвижение армии Ховарда и дать время корпусу Сьюарта выйти ему в тыл, но вместо этого он атаковал противника на день раньше запланированного. Когда два атаки дивизии Брауна были отбиты, Стивен Ли послал в атаку дивизию Клейтона, но и её атака не удалась. Когда на поле боя прибыл Стюарт с дивизиями Лоринга и Уолталла, Ли приказал Стюарту атаковать фланг Ховарда; В 14:00 Стюарт послал в бой дивизию Уолталла, которая атаковала позиции Моргана Смита, но не смогла взять их. Она стала отходить, и в это время Стюарт получил пулевое попадание в голову, а затем был ранен и Лоринг.  Сражение завершилось. Ховард раздумывал о том, чтобы выбить противника с поля боя и броситься на Атланту, но он не хотел рисковать в первые дни командования армией.